# Astragalus longistipitatus
Astragalus longistipitatus är en ärtväxtart som beskrevs av Antonina Georgievna Borissova. Astragalus longistipitatus ingår i släktet vedlar, och familjen ärtväxter. Inga underarter finns listade i Catalogue of Life.